# Simplemente María (2015)
Simplemente María é uma telenovela mexicana produzida por Ignacio Sada Madero pela Televisa e exibida pelo Las Estrellas de 9 de novembro de 2015 a 1 de maio de 2016 em 126 capítulos, substituindo Amor de barrio e sendo substituída por Como dice el dicho. 
É um remake da telenovela homônima, produzida em 1989.
A trama é protagonizada por Claudia Álvarez, José Ron e Ferdinando Valencia, co-estrelada por Alejandra Robles Gil e Eleazar Gómez, com a participação estelar dos primeiros atores Ana Martín, Norma Herrera, Humberto Elizondo e Carlos Bonavides e antagonizada por Arleth Terán, Carmen Becerra e Lorena Graniewicz.

## Sinopse
Maria é uma formosa e ingênua jovem mestiça que foge da sua cidade natal para fugir de Isauro, um homem que ela não quer. Ao chegar na Cidade do México, Maria deslumbra com sua beleza a Alejandro Rivapalacio, um estudante de medicina, herdeiro e sucessor do império hospitalar da sua família, quem de imediato se propõe conquista-la.
Maria se entrega ao amor de Alejandro e fica grávida, e cheia de ilusões. No entanto sua felicidade se acaba ao se dar conta que Alejandro não está disposto a se casar com ela. Maria resolve seguir em frente sozinha com seu filho, que será sua razão de viver.
Passam-se vinte anos até chegar a nossa época atual. Cristóbal confessa seus sentimentos a Maria mas ela não consegue voltar a crer no amor. Então ele decide lhe dar tempo para que ela consiga curar suas feridas…
Será que o amor voltará a tocar a sua porta… e sua essência, sempre será… Simplesmente Maria!

## Elenco
- Claudia Álvarez - María Flores Ríos
- José Ron - Alejandro Rivapalacio Landa
- Ferdinando Valencia - Cristóbal Cervantes Núñez
- Arleth Terán - Vanessa Rivapalacio Landa
- Ana Martín - Felicitas Nuñez Vda. de Cervantes "Doña Feli"
- Eleazar Gómez - Juan Pablo Rivapalacio Flores
- Ricardo Franco - Laureano Calleja
- Humberto Elizondo - Alfredo Rivapalacio
- Francisco Rubio - Marco Arenti Serrano
- Carmen Becerra - Karina Pineda Noriega
- Alejandra Robles Gil - Lucía Arenti Rivapalacio
- Beatriz Moreno - Hortensia Miranda
- Carlos Bonavides - Don Inocencio Buenrostro Falcón
- Norma Herrera - Doña Carmina
- Héctor Sáez - Don Zacarías Sánchez Mena
- Claudia Troyo - Estela Lozano
- Miguel Martínez - Fabián Garza Treviño
- Roberto Romano -  Gustavo "Tavo"
- Norma Lazareno - Olivia Aparicio de Bazaine
- Mariluz Bermúdez - Diana Bazaine Aparício
- Zuria Vega - Virgínia Guerrero de Rivapalacio
- Silvia Manríquez - Marcela
- Marcelo Córdoba - Rodrigo Aranda
- Lilia Aragón - Constanza
- Roberto Blandón - Enrique Montesinos
- Diana Golden - Thelma
- Arsenio Campos - Dr. Eugenio
- Fernando Robles - Juan
- Javier Ruán - Heriberto
- Vanessa Terkes - Sonia Aspíllaga[3]
- Maricruz Nájera - Conchita
- Carlos Athié - Ulisses Mérida
- Ana Paula Martínez - Lucía (Nina)

## Exibição
Foi exibida pelo canal pago TLN Network de 25 de março a 15 de setembro de 2024, substituindo Lágrimas de Amor e sendo substituída por Laços de Amor.

## Audiência
O primeiro capítulo teve média de 13,5 pontos. O último teve media de 16 pontos. A sua maior audiência foi no penúltimo capitulo que registrou 17,5 pontos, já sua menor foi no capitulo 44 que registrou 10.7 pontos. Teve média geral de 14.3 pontos. Razoável, pelo simples fato que sua antecessora terminou com apenas 12,6 pontos.[carece de fontes?]

## Prêmios e Indicações

### Prêmio TvyNovelas 2017
| Categoria                 | Indicados           | Resultados |
| ------------------------- | ------------------- | ---------- |
| Melhor Telenovela         | Ignacio Sada Madero | Indicado   |
| Melhor Atriz Protagonista | Claudia Álvarez     | Indicado   |
| Melhor Ator Protagonista  | José Ron            | Indicado   |
| Melhor Atriz Antagonista  | Carmen Becerra      | Indicado   |
| Melhor Ator Juvenil       | Ferdinando Valencia | Indicado   |
| Melhor Primeira Atriz     | Ana Martín          | Indicado   |
| Melhor Tema Musical       | Cristian Castro     | Indicado   |
| Melhor Elenco             | Ignacio Sada Madero | Indicado   |